# Tammy Ogston
Tammy Ogston (* 26. Juli 1970 in Brisbane) ist eine ehemalige  australische Fußballschiedsrichterin.

## Werdegang
Ogston leitete seit 1997 für den Weltverband FIFA internationale Spiele im Bereich des Frauenfußballs. Bei der WM 2003 in den USA wurde sie insgesamt viermal eingesetzt; unter anderem leitete sie das Spiel um Platz 3 zwischen den USA und Kanada.
Für die WM 2007 in China ausgewählt, kam Ogston dort viermal zum Einsatz. Sie pfiff dabei drei Spiele der deutschen Mannschaft (gegen Argentinien, Nordkorea und Brasilien). Das Finalspiel gegen die Brasilianerinnen am 30. September 2007 in Shanghai stellte dabei den Höhepunkt in der Karriere Ogstons dar. Sie war damit die erste Schiedsrichterin, die bei einer WM sowohl das Eröffnungsspiel als auch das Finale leitete und die erste australische Schiedsrichterin überhaupt, sowohl bei den Frauen als auch bei den Herren, die ein WM-Finale leitete.
2008 wurde sie Australiens erste weibliche FIFA-Futuro-Ausbilderin und war an der Entwicklung von internationalen, nationalen und lokalen Schiedsrichtern beteiligt. 2011 zog sich Ogston aus dem Fußball zurück.
Im Jahr 2016 wurde Ogston in die Football Australia Hall of Fame aufgenommen.